# Scutellomusca scutellaris
Scutellomusca scutellaris är en tvåvingeart som först beskrevs av Fabricius 1805.  Scutellomusca scutellaris ingår i släktet Scutellomusca och familjen husflugor. Inga underarter finns listade i Catalogue of Life.